# Раба моди
Раба моди (англ. A Slave of Fashion) — американська комедійна мелодрама режисера Гобарта Генлі 1925 року.

## У ролях
- Норма Ширер — Кетрін Емерсон
- Лью Коуді — Ніколас Вентворт
- Вільям Гайнс — Дік Вейн
- Мері Карр — мати Емерсон
- Джеймс Корріген — батько Емерсон
- Вівіа Огден — тітка Софі
- Міс Дюпон — Мадлен
- Естель Кларк — Мейм
- Сідні Брейсі — Гобсон
- Джоан Кроуфорд — модель